# Cube (2021)
Cube (Originaltitel: CUBE 一度入ったら、最後 CUBE ichido haittara, saigo, deutsch ‚Sobald Sie CUBE betreten, sind Sie weg‘) ist ein Horrorfilm aus dem Jahr 2021 von Yasuhiko Shimizu. Es handelt sich um eine Neuverfilmung des kanadischen Horrorfilms Cube von 1997.

## Inhalt
Ein Mann wacht in einem mysteriösen und kalten würfelförmigen Raum auf. Er findet Luken auf jeder Seite, die zu verschiedenen Räumen führen. Beim Betreten eines Raums wird er plötzlich von einem großen Metallquadrat aufgespießt, das sich zurückzieht und ein quadratisches Stück aus seinem Körper herausnimmt.
Die drei Personen namens Goto, Uno und Ochi wachen in einem mysteriösen Raum auf. Keiner von ihnen scheint sich erinnern zu können, wie oder warum sie hierhergekommen sind. Eine Frau namens Kai betritt den Raum, ebenso wie ein Mann namens Ide. Sie alle haben keine Erinnerung. Ochi versucht aus Angst zu fliehen, aber Ide warnt ihn, dass es Fallen gibt, als er einen Stiefel in den Raum wirft und Flammenwerfer auslöst. Das Team versucht einen Weg aus dem Würfel zu finden.

## Produktion und Veröffentlichung
Der Film wurde von Oktober bis November 2019 gedreht. Regie führte Yasuhiko Shimizu. Das Drehbuch schrieb Koji Tokuo. Die Produzenten waren Akiko Funatso und Satoko Ishida. Die Musik komponierte Yutaka Yamada. Die Kameraführung übernahmen Tomoyuki Kawakami und Toyomichi Kurita. Für den Schnitt war Tsuyoshi Imai verantwortlich. Am 22. Oktober 2021 kam der Film in die japanischen Kinos.

## Rezeption
James Marsh, der für die South China Morning Post schrieb, gab dem Film 2 von 5 Sternen und fasste zusammen: „Der Film ist so repetitiv und träge. Die Charaktere im Film sind so unerträglich.“ Ende Januar 2023 hatte der Film eine IMDb-Bewertung von 4,5/10.